# Telenassa boliviana
Telenassa boliviana är en fjärilsart som beskrevs av Johannes Karl Max Röber 1914. Telenassa boliviana ingår i släktet Telenassa och familjen praktfjärilar. Inga underarter finns listade i Catalogue of Life.